# Chaloem Ratchamongkhon (линия метро, Бангкок)
Синяя линия — первая линия подземного метро в Таиланде, является частью системы MRT. Линия имеет общеупотребительное название «Blue line» и официальное название «Ротфайфамаханакхон Сайчелимратмонгхон» (тайск. รถไฟฟ้ามหานคร สายเฉลิมรัชมงคล, англ. MRT Chaloem Ratchamongkhon Line), что в буквальном переводе означает «Линия метро прославления королевского заступничества».

## Описание
Линия начинается на верхнем уровне станции Тхапхра. Она проходит по эстакаде вдоль улицы Чарансанитвонг Роуд до станции Банго, поворачивает на восток, проходит над рекой Чаупхрая, и идёт до станции Таопун в районе Бангсы, после которой спускается под землю. Линия проходит вдоль улиц Кампхэнгпхет, Пхахонйотхин и Латпхрау, после чего поворачивает на юг и проходит вдоль улицы Ратчадапхисек до Конгресс-центра имени королевы Сирикит. Далее поворачивает на запад и проходит вдоль улицы Рама IV Роуд через вокзал Хуалампхонг в районе Патхумван и Чайнатаун. Вновь пересекает Чаупхрайу, поднимается на эстакаду и проходит по нижнему уровню станции Тхапхра, где пересекает саму себя, после чего продолжается на запад вдоль улицы Пхеткасем Роуд до станции Лаксон в районе Бангкхе. Таким образом линия образовывает кольцо вокруг центра Бангкока. Южная часть линии проходит через насыщенный историческими и культурными достопримечательностями остров Раттанакосин, обеспечив его удобной транспортной связью.

### Подвижной состав

#### Первое поколение
Поезда Siemens Modular Metro "EMU-IBL" питаются от постоянного тока в 750 вольт, ширина состава 3,12м, высота - 3,8, длина вагона 21,5 - 21,8м. Линия обслуживается 19 составами метро, каждый из которых по 3 вагона. Вместимость состава - 886 пассажиров. Поезда могут состыковываться по 2, чтобы использовать всю длину платформы. Максимальная скорость 80 км/ч, средняя скорость 35 км/ч. Поставки были завершены в 2004 году.

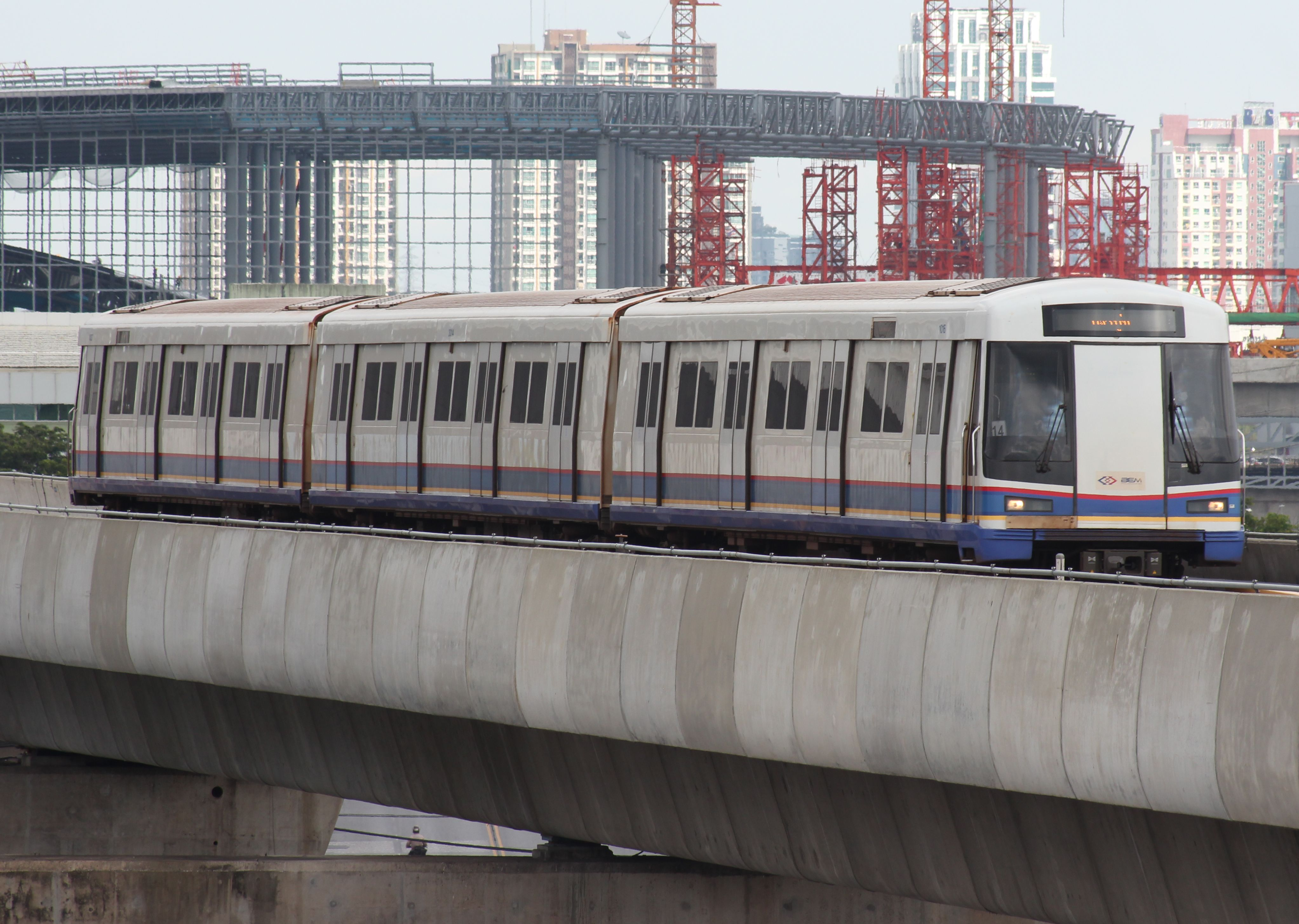
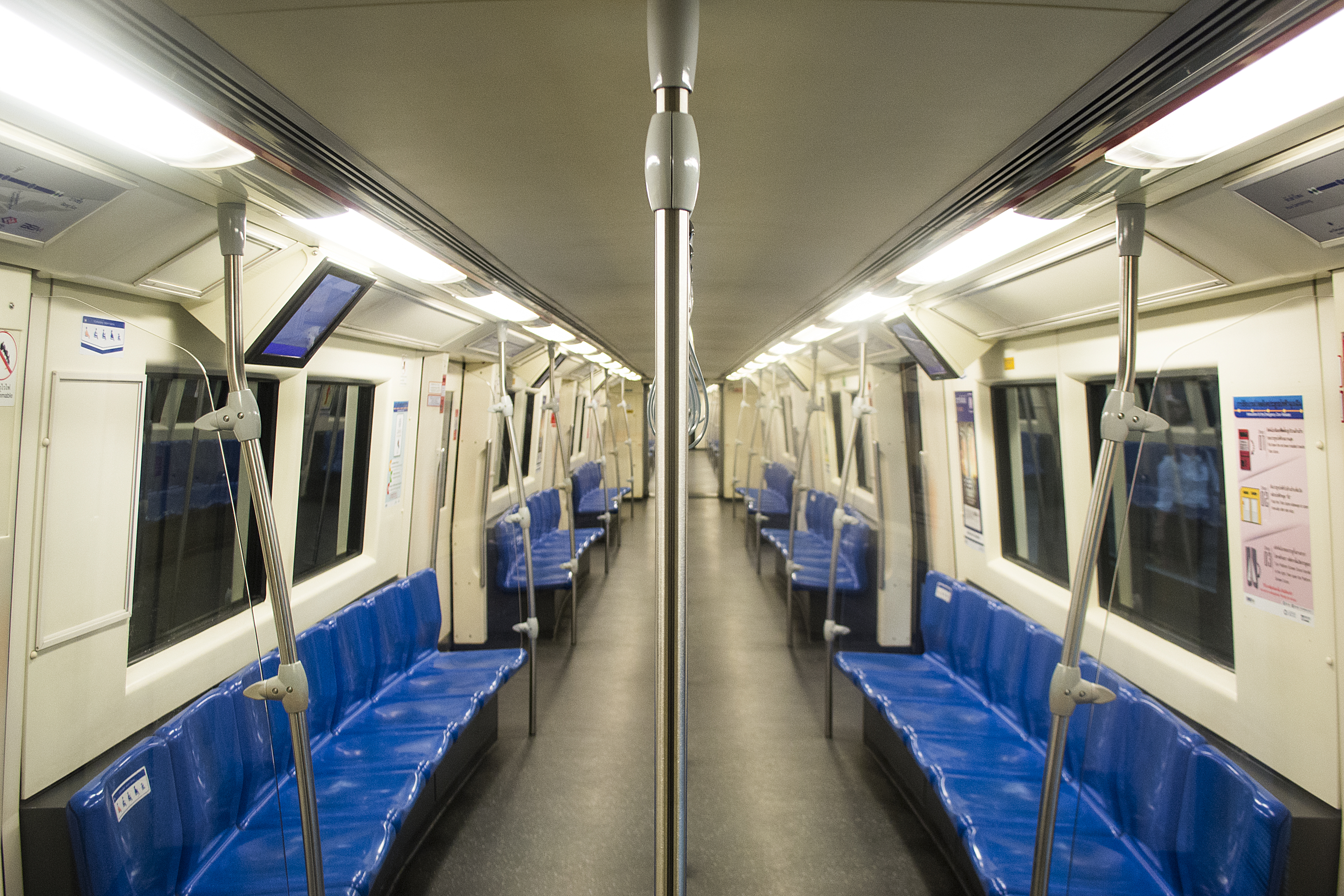

#### Второе поколение
В 2017 году консорциум из Siemens Mobility и ST Electronics (Таиланд) выиграл контракт на поставку комплексного железнодорожного решения по удлинению синей линии метро в Бангкоке. В рамках этого проекта были произведены 35 поездов на платформе Siemens Inspiro "EMU-BLE" по 3 вагона каждый. Проект был выполнен к 2020 году. Поезда были изготовлены на заводе Siemens в Вене.

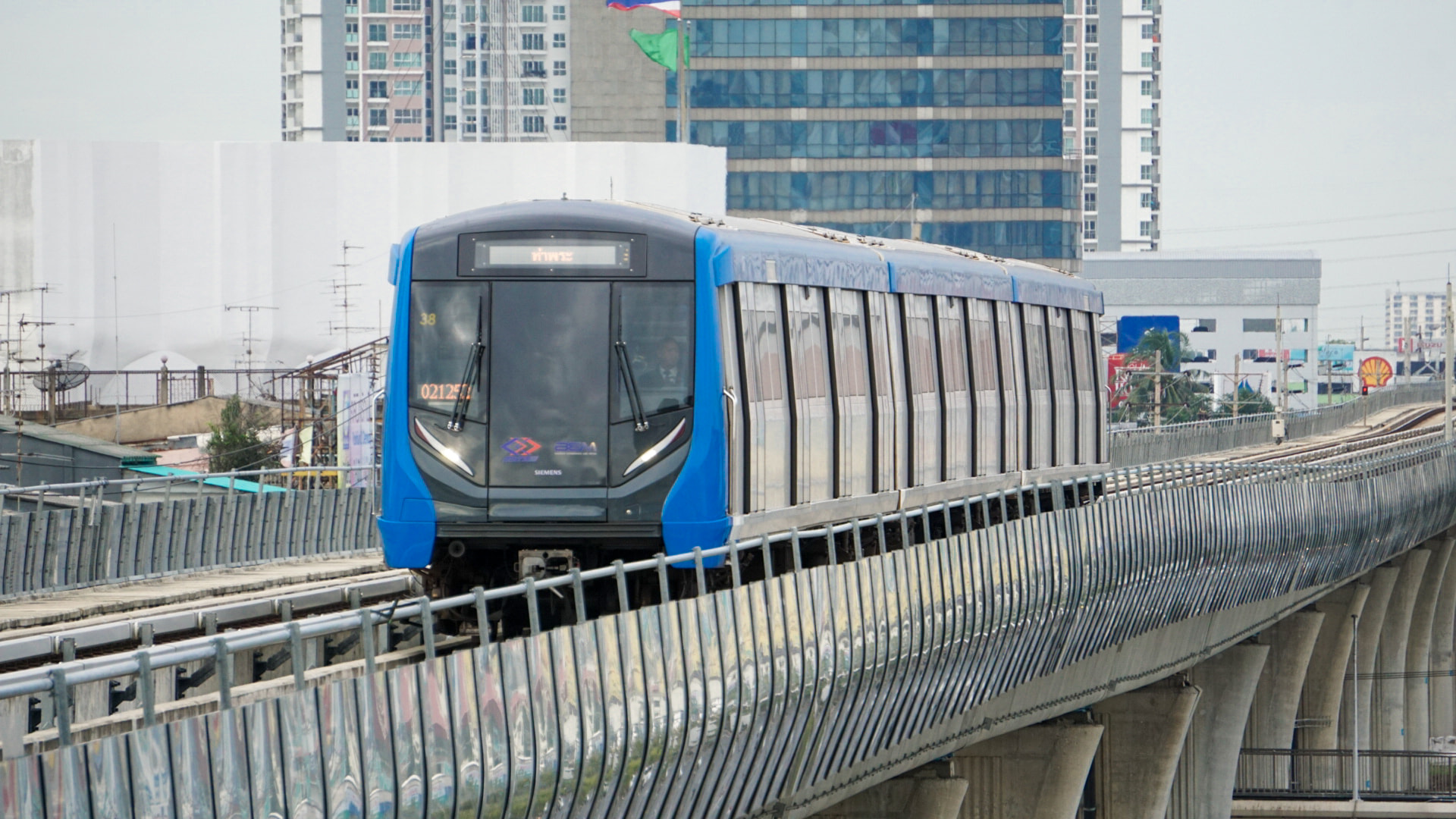
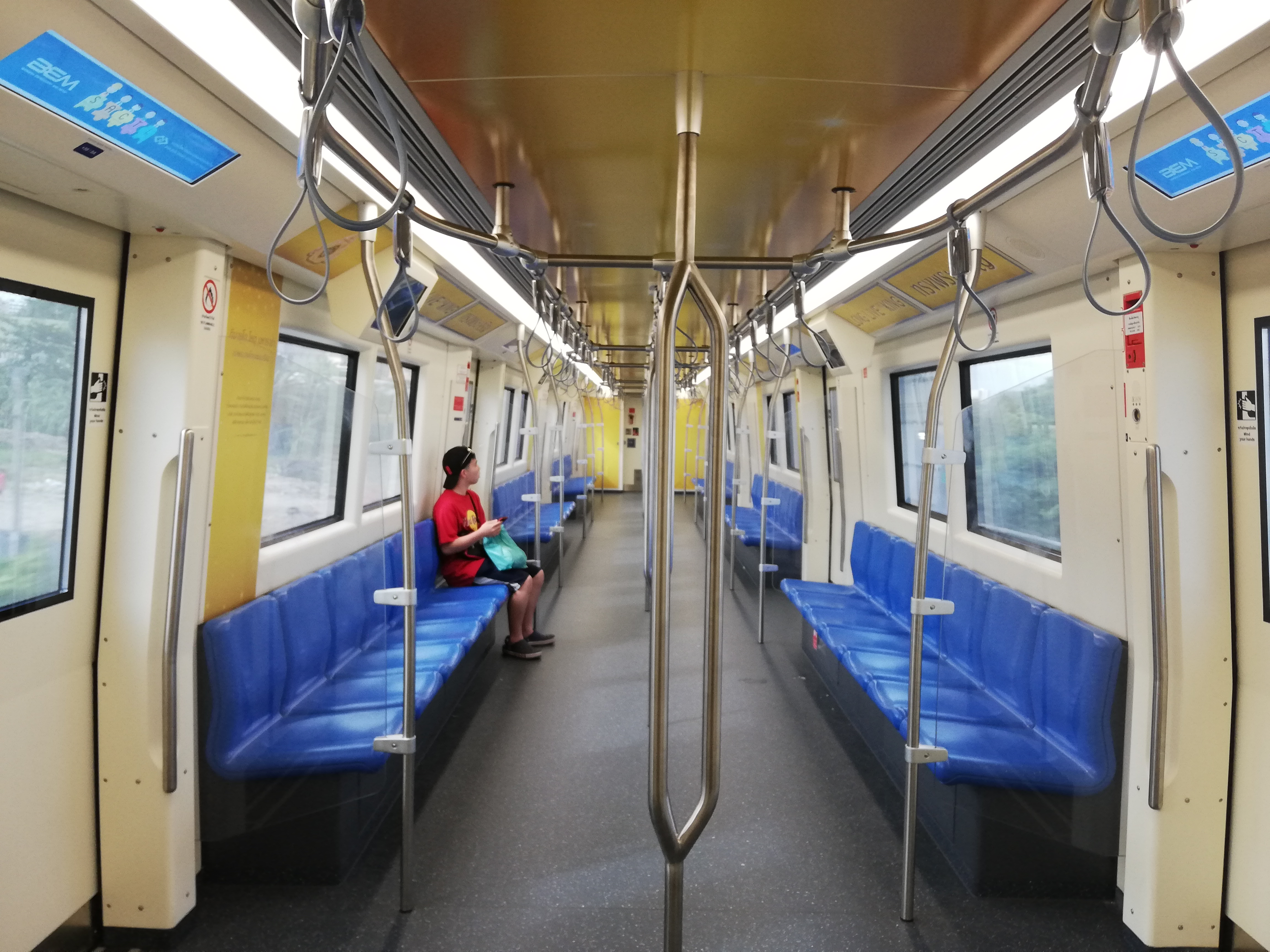

## История
9 августа 1999 года его величество Король Пхумипон Адульядет  дал официальное название линии метро. 
3 июля 2004 года  король и королева Сирикит официально открыли линию метро из 18 станций длиной более 20км.

### Пассажиропоток
В 2017 году пассажирами данной линии были 200—250 тыс. человек в сутки. Данные по пассажиропотоку за одни и те же периоды времени отличаются в разных учреждениях. К примеру,  MRTA за 2022 календарный год (не путать с финансовым годом) указывает суммарный пассажиропоток этой линии в 99 001 410 пассажиров. Мэрия Бангкока за тот же 2022 календарный год указывает количество пассажиров в  91 571 300 человек. А Министерство транспорта за 2022 календарный год приводит несколько другое количество:  90 542 916 человек.

График пассажиропотока построен с использование данных MRTA

## Развитие
Строительство продлений линии началось с обоих концов, от станции Хуалампхонг и Бангсы.  

### Верхнее западное расширение
Предполагавшийся срок ввода в эксплуатацию участка "Tao Poon Station — Tha Phra Station" — до марта 2020 года. По состоянию на май 2018 года строительные работы завершены на 98,53 %.
11 августа 2017 года открыта станция Тао Пун, и перегон от нее до станции Банг Сы длиной 1,2км.  4 декабря 2019 года в тестовом режиме открыты 4 станции: Бангпхо, Банго, Бангпхлат, Сириндхон.

### Нижнее западное расширение
Предполагавшийся срок ввода в эксплуатацию участка "Hua Lamphong Station — Lak Song Station" — до сентября 2019 года.  
Только четыре станции, следующие за станцией Хуалампхонг, с 5,4 км линий являются подземными. Остальные 15 станций и 21,5 км линий являются надземными.  
С июля по сентябрь 2019 года открыты 11 станций. Фактически, полностью участок Хуалампхонг — Лаксон  был открыт 21 сентября 2019 года. 

## Станции
Каждая из подземных станций имеет три этажа - на верхнем этажа находятся торговые павильоны, на среднем - кассовый зал, на нижнем - платформа и пути. На всех станциях линии установлены платформенные раздвижные двери.
| Код | Дата открытия    | Название                              | Название                                 | Название               | Изображение | Платформы     | Примечание                                                                                      | Район                |
| Код | Дата открытия    | на русском                            | на английском                            | на тайском             | Изображение | Платформы     | Примечание                                                                                      | Район                |
| --- | ---------------- | ------------------------------------- | ---------------------------------------- | ---------------------- | ----------- | ------------- | ----------------------------------------------------------------------------------------------- | -------------------- |
|     |                  |                                       |                                          |                        |             |               |                                                                                                 |                      |
|     | 23 декабря 2019  | Тхапхра                               | Tha Phra                                 | ท่าพระ                  |             |               | MRT                                                                                             | Бангкок Яй           |
|     | 23 декабря 2019  | Чаран 13                              | Charan 13                                | จรัญฯ 13                |             |               |                                                                                                 | Бангкок Яй           |
|     | 23 декабря 2019  | Файчай                                | Fai Chai                                 | ไฟฉาย                  |             |               |                                                                                                 | Бангкок Ной          |
|     | 23 декабря 2019  | Бангкхуннон                           | Bang Khun Non                            | บางขุนนนท์               |             |               | MRT (запланировано) SRT (запланировано) Пригородные электрички — платформа Чарансанитвонг       | Бангкок Ной          |
|     | 23 декабря 2019  | Бангйикхан                            | Bang Yi Khan                             | บางยี่ขัน                 |             |               |                                                                                                 | Бангпхлат            |
|     | 4 декабря 2019   | Сириндхон                             | Sirindhorn                               | สิรินธร                  |             |               |                                                                                                 | Бангпхлат            |
|     | 4 декабря 2019   | Бангпхлат                             | Bang Phlat                               | บางพลัด                 |             |               |                                                                                                 | Бангпхлат            |
|     | 4 декабря 2019   | Банг О                                | Bang O                                   | บางอ้อ                  |             |               |                                                                                                 | Бангпхлат            |
|     | 4 декабря 2019   | Бангпхо                               | Bang Pho                                 | บางโพ                  |             |               | Chao Phraya Express Boat                                                                        | Бангсы               |
|     | 11 августа 2017  | Тао Пун                               | Tao Poon                                 | เตาปูน                  |             |               | MRT                                                                                             | Бангсы               |
|     | 3 июля 2004      | Бангсы                                | Bang Sue                                 | บางซื่อ                  |             | боковые       | SRT (строится) SRT (запланировано) ARL (запланировано) Государственные железные дороги Таиланда | Чатучак              |
|     | 3 июля 2004      | Кампхэнгпхет                          | Kamphaeng Phet                           | กำแพงเพชร              |             | островные     |                                                                                                 | Чатучак              |
|     | 3 июля 2004      | Парк Чатучак                          | Chatuchak Park                           | สวนจตุจักร               |             | островные     | BTS — станция Мочит                                                                             | Чатучак              |
|     | 3 июля 2004      | Пхахонйотхин                          | Phahon Yothin                            | พหลโยธิน                |             | островные     | BTS — станция Хайеклатпхрау                                                                     | Чатучак              |
|     | 3 июля 2004      | Латпхрау                              | Lat Phrao                                | ลาดพร้าว                |             | островные     | MRL (строится)                                                                                  | Чатучак              |
|     | 3 июля 2004      | Ратдапхисек                           | Ratchadaphisek                           | รัชดาภิเษก               |             | островные     |                                                                                                 | Диндэнг / Хуайкхванг |
|     | 3 июля 2004      | Суттхисан                             | Sutthisan                                | สุทธิสาร                 |             | островные     |                                                                                                 | Диндэнг / Хуайкхванг |
|     | 3 июля 2004      | Хуайкванг                             | Huai Khwang                              | ห้วยขวาง                |             | островные     |                                                                                                 | Диндэнг / Хуайкхванг |
|     | 3 июля 2004      | Центр культуры Таиланда               | Thailand Cultural Centre                 | ศูนย์วัฒนธรรมแห่งประเทศไทย |             | островные     | MRT (строится)                                                                                  | Диндэнг / Хуайкхванг |
|     | 3 июля 2004      | Рама IX                               | Phra Ram 9                               | พระราม 9               |             | островные     |                                                                                                 | Диндэнг / Хуайкхванг |
|     | 3 июля 2004      | Пхетчабури                            | Phetchaburi                              | เพชรบุรี                 |             | островные     | ARL — станция Маккасан SRT (запланировано)                                                      | Ратчатхеви           |
|     | 3 июля 2004      | Сукхумвит                             | Sukhumvit                                | สุขุมวิท                  |             | островные     | BTS                                                                                             | Ваттхана             |
|     | 3 июля 2004      | Конгресс-центр имени королевы Сирикит | Queen Sirikit National Convention Centre | ศูนย์การประชุมแห่งชาติสิริกิติ์  |             | островные     | Фондовая биржа                                                                                  | Кхлонгтей            |
|     | 3 июля 2004      | Кхлонгтей                             | Khlong Toei                              | คลองเตย                |             | островные     |                                                                                                 | Кхлонгтей            |
|     | 3 июля 2004      | Лумпхини                              | Lumphini                                 | ลุมพินี                   |             | двухуровневые | MRL (предполагается)                                                                            | Сатхон               |
|     | 3 июля 2004      | Силом                                 | Si Lom                                   | สีลม                    |             | двухуровневые | BTS — станция Саладэнг                                                                          | Банграк              |
|     | 3 июля 2004      | Самъян                                | Sam Yan                                  | สามย่าน                 |             | двухуровневые |                                                                                                 | Патхумван            |
|     | 3 июля 2004      | Хуалампхонг                           | Hua Lamphong                             | หัวลำโพง                |             | островные     | SRT (запланировано) Государственные железные дороги Таиланда                                    | Патхумван            |
|     | 29 июля 2019     | Ват Мангкон                           | Wat Mangkon                              | วัดมังกร                 |             |               |                                                                                                 | Сампхантхавонг       |
|     | 29 июля 2019     | Самйот                                | Sam Yod                                  | สามยอด                 |             |               | MRT (запланировано)                                                                             | Пхранакхон           |
|     | 29 июля 2019     | Санамчай                              | Sanam Chai                               | สนามไชย                |             |               | Chao Phraya Express Boat                                                                        | Пхранакхон           |
|     | 29 июля 2019     | Итсарапхап                            | Itsaraphap                               | อิสรภาพ                 |             |               |                                                                                                 | Бангкок Яй           |
|     | 29 июля 2019     | Тхапхра                               | Tha Phra                                 | ท่าพระ                  |             |               | MRT                                                                                             | Бангкок Яй           |
|     | 24 августа 2019  | Бангпхай                              | Bang Phai                                | บางไผ่                  |             |               |                                                                                                 | Пхасичарен           |
|     | 24 августа 2019  | Бангва                                | Bang Wa                                  | บางหว้า                 |             |               | BTS                                                                                             | Пхасичарен           |
|     | 21 сентября 2019 | Пхеткасем 48                          | Phetkasem 48                             | เพชรเกษม 48            |             |               |                                                                                                 | Пхасичарен           |
|     | 21 сентября 2019 | Пхасичарен                            | Phasi Charoen                            | ภาษีเจริญ                |             |               |                                                                                                 | Пхасичарен           |
|     | 21 сентября 2019 | Бангкхэ                               | Bang Khae                                | บางแค                  |             |               |                                                                                                 | Бангкхэ              |
|     | 21 сентября 2019 | Лаксонг                               | Lak Song                                 | หลักสอง                 |             |               |                                                                                                 | Бангкхэ              |

### Интерьер

#### BL29 Ват Мангкон
Станция декорирована в китайском стиле, соответствующем местному китайскому сообществу в Бангкокском чайнатауне.

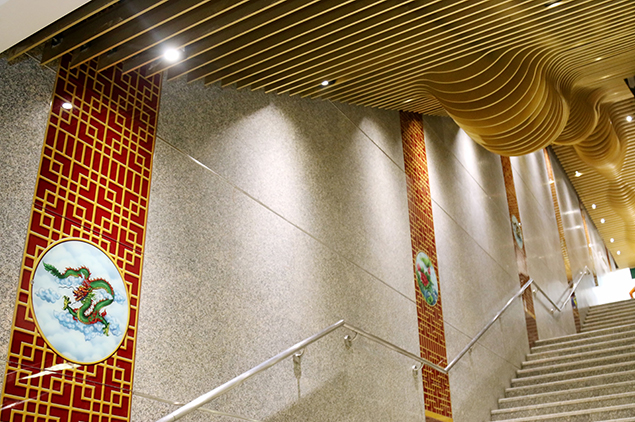

#### BL30 Сам Йот
Эта станция оформлена в стиле, характерном для периода правления Рамы VI, чтобы сочетаться с окружающей архитектурой.

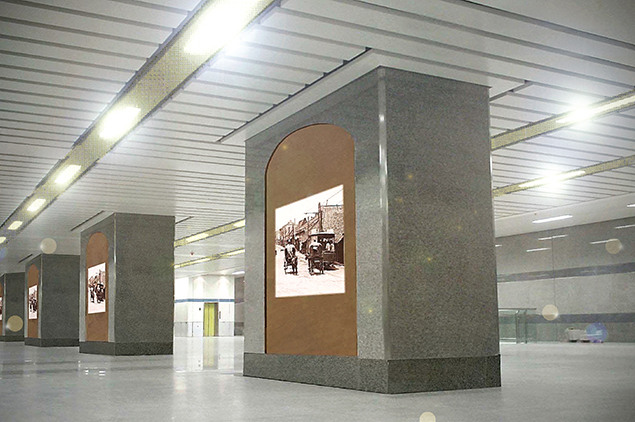

#### BL31 Санам Чаи
Расположенная в районе пересечения улицы Санам Чаи и улицы Пхрапхипхит, станция считается наиболее красивой станцией в Таиланде. Станция декорирована в стиле периода раннего Раттанакосина. Разработал оформление заслуженный художник Таиланда и профессор архитектуры доктор Pinyo Suwankiri.

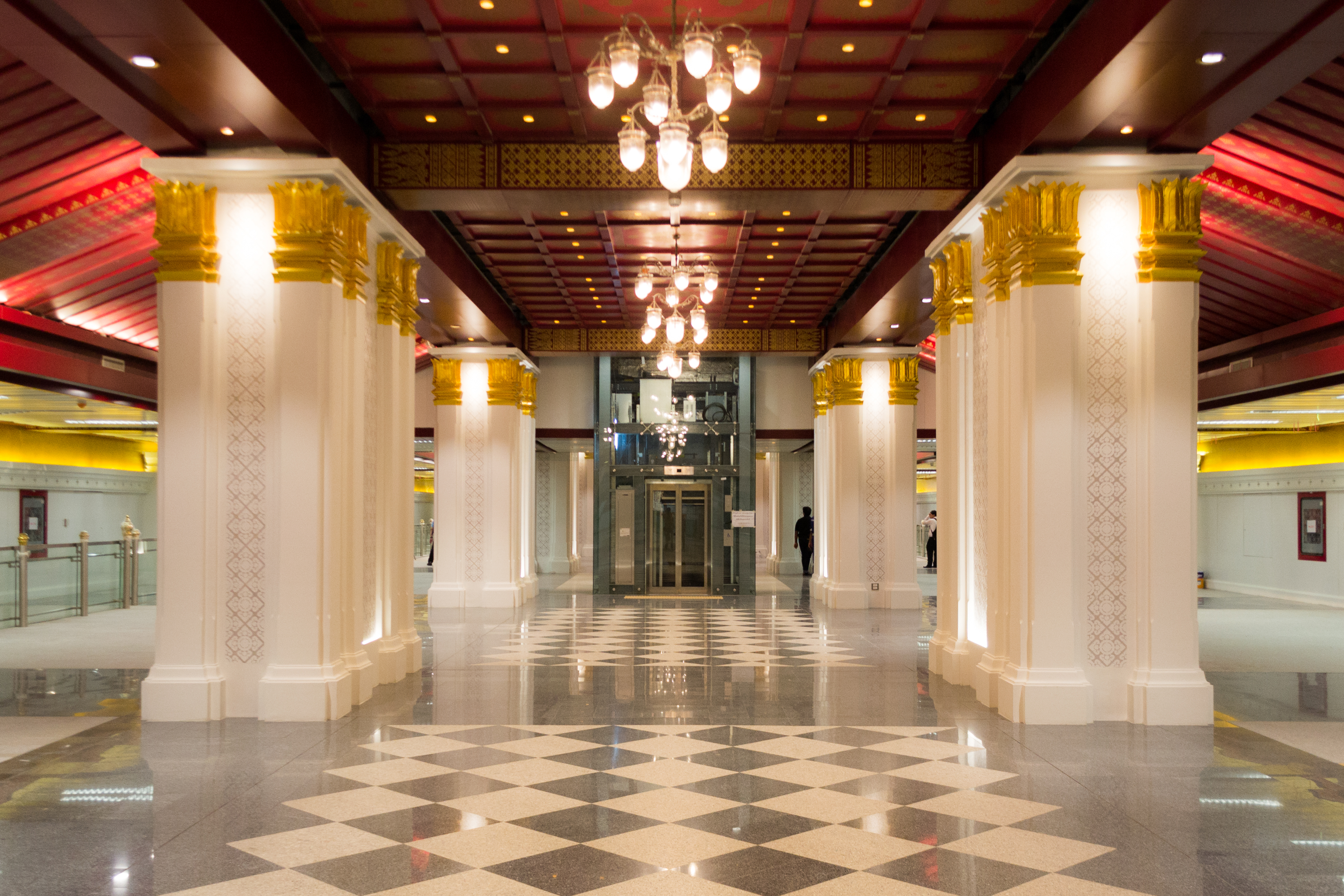

#### BL32 Итсарапап
Расположена между переулками 23 и 34 по улице Итсарапап. Это первая станция на другом берегу реки. В ее дизайне использовано изображение тайского лебедя - традиционного сакрального животного, которое также является символом находящегося рядом храма Хонгратанарам.

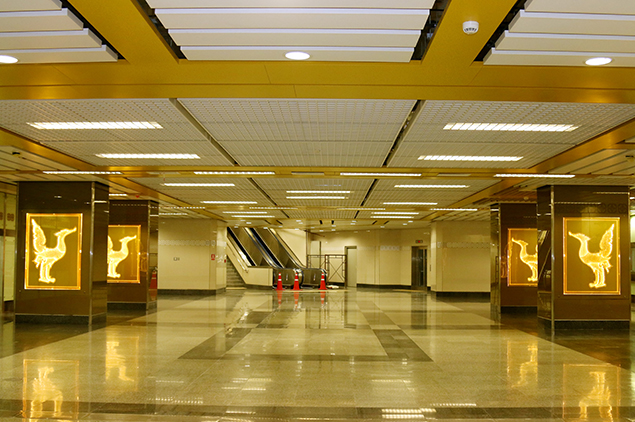

## Перспективы

### Западное расширение
| Код  | Дата открытия | Название          | Название             | Название     | Изображение | Платформы | Примечание | Район                |
| Код  | Дата открытия | на русском        | на английском        | на тайском   | Изображение | Платформы | Примечание | Район                |
| ---- | ------------- | ----------------- | -------------------- | ------------ | ----------- | --------- | ---------- | -------------------- |
|      |               |                   |                      |              |             |           |            |                      |
| BL39 |               | Путтамонтон Сай 2 | Phutthamonthon Sai 2 | พุทธมณฑลสาย 2 |             |           |            | Bang Khae/Nong Khaem |
| BL40 |               | Тави Ваттана      | Thawi Watthana       | ทวีวัฒนา       |             |           |            | Bang Khae/Nong Khaem |
| BL41 |               | Путтамонтон Сай 3 | Phutthamonthon Sai 3 | พุทธมณฑลสาย 3 |             |           |            | Bang Khae/Nong Khaem |
| BL42 |               | Путтамонтон Сай 4 | Phutthamonthon Sai 4 | พุทธมณฑลสาย 4 |             |           |            | Bang Khae/Nong Khaem |